# Edward de Vere
Edward de Vere, 17è comte d'Oxford  (12 d'abril de 1550 – 24 de juny de 1604) va ser un home de la cort anglesa d'Elisabet I, autor teatral, poeta, esportista i mecenes de, com a mínim, dues companyies teatrals: Oxford's Men i Oxford's Boys, i també una companyia musical. Va néixer al castell d'Hedingham, fill de John de Vere, 16è comte d'Oxford, i de Margery Golding. Va ser nomenat comte d'Oxford quan va morir el seu pare el 1562. Edward va ser enviat al St. John's College de Cambridge, en veure que tenia qualitats per al drama.
Oxford és, actualment, més conegut per ser el candidat amb més possibilitats a correspondre amb l'autèntica personalitat que s'amagaria darrere el nom de William Shakespeare (segons la teoria que creu que el nom de William Shakespeare no respon a un personatge real). La majoria dels especialistes, tanmateix, rebutgen que realment Edward de Vere sigui l'autor de les obres atribuïdes a Shakespeare. Durant la vida d'Edward de Vere més de 33 obres li van ser dedicades, incloent-hi publicacions religioses, filosòfiques, mèdiques i musicals, però la majoria eren de literatura. Entre els autors que li van dedicar la seva obra hi ha Edmund Spenser, Arthur Golding, John Lyly, Anthony Munday, i Thomas Churchyard.
Les obres patrocinades pel comte d'Oxford inclouen la novel·la històrica de Thomas Underdownl Aethiopica (1569), la primera traducció llatina de Baltasar de Castiglione El cortesà (1571), la traducció de Thomas Bedingfield de Jerome Cardan de Comforte (de vegades anomenada de Hamlet's Book) (1573), la novel·la de John Lyly Euphues and His England (1580), del poeta Thomas Watson Hekatompathia (1581), i el primer manual epistolar en anglès d'Angel Day: English Secretary (1586).

## Obra pròpia
En el seu temps, va ser descrit com a poeta i dramaturg, però poques obres seves han arribat fins al present, normalment estaven signades com Earle of Oxenforde o E. O. B. M. Ward atribueix 24 poemes al comte d'Oxford en la seva edició de 1928 de Hundredth Sundrie Flowres, però la seva atribució no ha tingut acceptació acadèmica.